# Ostrzyca
De Ostrzyca Proboszczowicka (Duits: Spitzberg)  is een vulkanische plug, de restant van een dode vulkaan in het Kaczawskie gebergte, een westelijke uitloper van de Sudeten bij Wleń in Neder-Silezië, Polen. De Ostrzyca wordt ook wel Silezische Fujiyama genoemd. De plug is 501 m hoog, maar steekt 120 meter boven het omringende landschap uit. De vulkaan was 3 tot 4 miljoen jaar geleden actief. Rond de resten van de schildvulkaan is nu een 2,49 ha groot park, het Rezerwat przyrody Ostrzyca Proboszczowicka.